# Mansfield, Ohio
Mansfield là một thành phố thuộc quận Richland, tiểu bang Ohio, Hoa Kỳ. Năm 2010, dân số của thành phố này là 47821 người.

## Dân số
- Dân số năm 2000: 49346 người.
- Dân số năm 2010: 47821 người.